# Chillicothe (Illinois)
Chillicothe je grad u američkoj saveznoj državi Ilinois. Prema popisu stanovništva iz 2010. u njemu je živjelo 6.097 stanovnika.